# 小约翰·席德尼·麦凯恩
小约翰·席德尼·「傑克」·麦凯恩（英語：John Sidney "Jack" McCain Jr.；1911年1月17日—1981年3月22日），是美国海军军官，官至海军上将，在1968－1972年间任太平洋司令。参与了20世纪40年代至70年代美国海军的主要军事行动。

## 生平
小约翰·席德尼·麦凯恩出生于艾奥瓦州。他的父亲老约翰·席德尼·麦凯恩当时是美国海军的下级军官，正随装甲舰华盛顿号出海。
麦凯恩因为家庭关系，在多个海军基地和军港度过大多数日子。16岁的麦凯恩在1927年进入美国海军学院学习。他在毕业后被派往属太平洋舰队的奥克拉荷马号战列舰。
麦凯恩在1972年退休。并在1981年死于心脏病。
他的儿子是美国政治家約翰·麥凱恩。

## 紀念
美国海军阿利·伯克级驱逐舰的第五艘驅逐艦约翰·S·麥凱恩号驱逐舰 (DDG-56)以他的名字命名。

## 所获荣誉
|                                                       |   |                                         |
| Gold star · Navy blue ribbon with central gold stripe |   | Gold star · Gold star                   |
| V                                                     | V |                                         |
|                                                       |   | Bronze star · Bronze star · Bronze star |
| Bronze star · Bronze star · Bronze star               |   |                                         |
| Bronze star                                           |   |                                         |
|                                                       |   |                                         |
|                                                       |   |                                         |
|                                                       |   |                                         |